# “聚魁里”石牌坊
“聚魁里”石牌坊位于中国浙江省宁波市海曙区石碶街道西杨村风棚庙前20米处，原址位于西杨村后门畈河塘沿，明代牌坊，为二柱一间单檐歇山顶，通高4米，面宽3.45米，由杨守陈之子杨茂元为其父、叔（杨守阯）而立，2005年4月公布为鄞州区文物保护单位，5月宁波绕城高速公路在原址建设，牌坊迁移至现址:332，2018年12月28日因行政区划调整公布为海曙区文物保护单位。